# Fekete István (földmérő)
Fekete István (18. század – 1853 után) földmérő, barlangkutató.

## Életútja
1814-től Csíkszék, 1830-tól Udvarhely földmérője volt. 1835 szeptemberében bejárta és elsőként térképezte fel az Almási-barlangot, és készített róla részletes leírást. 16 oldalas könyve és térképe 1836-ban jelent meg nyomtatásban. Térképét később Orbán Balázs is publikálta a Székelyföld leírása című munkájában. Jókai Mór erdélyi látogatása során a barlangot 1853 májusában Fekete István, ekkor már nyugalmazott mérnök kíséretében tekintette meg, melyről az író útinaplójában számolt be. Jókai Feketét zseniális különcként jellemezte, aki szegénységben élt és ragaszkodott is életviteléhez. „Meghívást úri asztalhoz nem fogad el, nincs ékesen szólás, mely őt rábírhassa, hogy ételben, italban részt vegyen”, csupán a barlang az egyetlen szenvedélye, „annak üregeit járja, fürkészi untalan, hetekig ellakik benne és annyira ismerős annak minden kövével, hogy fáklya nélkül is végig tudná azt járni” - írta róla Jókai.

## Emlékezte
- Nevét viseli a homoródalmási barlangban a Fekete István-terem.[3]

## Könyve
- Az ujj becses Kovács és Nemes kő-bányával ritkaitatt Almási nagy barlang. Kolozsvár, 1836.